# Franco Carrera
Franco Carrera (Torino, 8 novembre 1943) è un ex calciatore italiano, di ruolo centrocampista.

## Carriera
Interno di centrocampo; 'scoperto' da Carlo Mattrel, cresce, calcisticamente, nella Juventus; esordisce in Serie A il 10 febbraio 1963, a Bologna, con la vittoria degli juventini, allenati da Paulo Amaral, per 2 a 1. Precedentemente, il 15 ottobre 1961, era sceso in campo, sempre con gli juventini, in una gara di Coppa Italia vinta dalla sua squadra per 3 a 2 contro il Prato.
Nel 1963 è ceduto al Potenza, in Serie B, dove si mette in luce in una squadra che annovera Roberto Boninsegna e Silvino Bercellino.
Il 20 giugno 1965, nell'ultima gara del campionato di Serie B, segna, direttamente su calcio d'angolo, una delle 2 reti con cui il Potenza batte la SPAL che, nonostante la sconfitta, è promossa in Serie A. 
Il presidente dei biancoazzurri, Paolo Mazza, colpito dal torinese, lo acquista; a Ferrara ritrova i suoi ex-compagni juventini Crippa, Bozzao e Fochesato. 
Nella SPAL Carrera gioca 9 gare; il 9 aprile 1966, a Milano, con una sconfitta per 2 a 1 contro l'Inter, termina la sua esperienza in Serie A.
Torna a Potenza, in Serie B, in un campionato dove segna 10 reti; nel novembre '67 è ceduto al Foggia; nel '68 è a Catania; nel '69 passa al Novara, in Serie C; vi gioca per 6 stagioni consecutive - una di C e 5 di B - divenendone uno dei giocatori più significativi, nonché capitano; torna al sud nel '75, al Taranto, nel suo ultimo campionato da titolare tra i professionisti; infine una manciata di presenze in Serie C, nel Parma e in Serie D, nell'Aosta, prima del ritiro, nel '78.
In carriera ha totalizzato 14 presenze in Serie A; 296 presenze e 36 reti in Serie B.

## Palmarès

### Club

#### Competizioni nazionali
- Serie C: 1

Novara: 1969-1970